# Oratoire Notre-Dame à Puyricard
L'oratoire Notre-Dame à Puyricard est un oratoire situé à Aix-en-Provence. 

## Histoire
L'oratoire fait l'objet d'une inscription au titre des monuments historiques par arrêté du 22 juillet 1935.